# Josef Bryks
Josef Bryks (18. března 1916 Lašťany – 11. srpna 1957 Jáchymov) byl účastník československého protinacistického odboje a letec ve službách RAF. V 50. letech 20. století se stal obětí komunistických politických procesů.

## Mládí

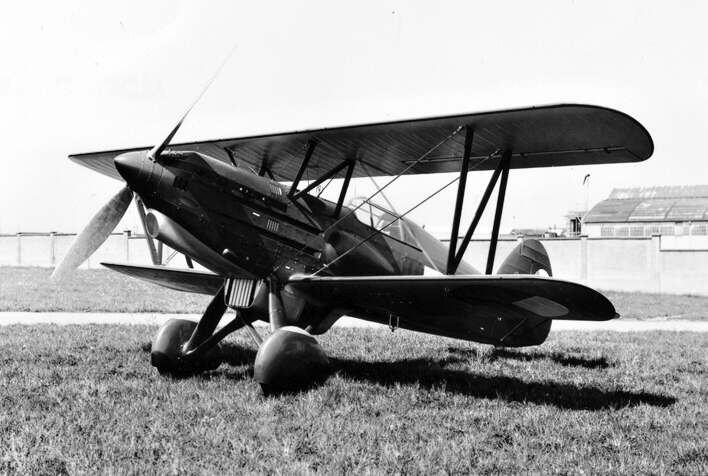
Československý stíhací letoun Avia B-534 IV. verze, na kterých létal Bryks u 33. stíhací letky

Josef Bryks se narodil jako sedmé dítě z osmi dětí hanáckého rolníka Františka Brykse a jeho ženy Anny, rozené Nasvetrové.  Byl aktivní sokol. Po maturitě na obchodní akademii v Olomouci nastoupil v roce 1935 na armádní školu pro jezdecké důstojníky v Košicích. Po jejím ukončení nastoupil na Vojenskou akademii v Hranicích do kurzu pro poručíky jezdectva. Během studia v letech 1936 až 1937 přestoupil k letectvu. Sloužil poté u 5. pozorovací letky 2. leteckého pluku v Olomouci. Od roku 1937 si dále zvyšoval svou specializaci v prostějovském leteckém učilišti pro poručíky letectva. Pilotní výcvik ukončil 21. září 1938, u 33. stíhací letky téhož pluku se hlásil 30. září. V březnu 1939 se oženil s první ženou Marií. V polovině dubna 1939 byla československá branná moc německou protektorátní správou rozpuštěna a Josef Bryks byl z úvazku propuštěn na trvalou dovolenou.

## Druhá světová válka

### Působení v protektorátu Čechy a Morava
Po německé okupaci pomáhal s organizováním útěků československých pilotů z protektorátu do Polska. Sám se k útěkům nepřipojil, jelikož s manželkou Marií čekali dítě. Dcera se jim narodila v září 1939, dva dny po porodu zemřela. V prosinci 1939 nastoupil do služeb Ministerstva vnitra pro okres Velké Meziříčí. Dne 20. ledna 1940 uprchl z okupovaného Československa tzv. „balkánskou cestou“ do zahraničí, aby se připojil k nově se tvořící československé armádě ve Francii.

### Působení v exilu

#### Francie
Přes Slovensko se dostal do Maďarska, kde byl v Budapešti dne 26. ledna 1940 zatčen a vězněn do 4. dubna téhož roku. Po dvouměsíčním věznění byl eskortován zpět na Slovensko. Na Slovensku se Bryksovi podařilo uprchnout a následně se dostal přes Maďarsko do Jugoslávie. Zde se na francouzském konzulátu v Bělehradě zapsal do cizinecké legie. Tím získal francouzské doklady a přes Řecko, Turecko a Sýrii mohl dorazit do Francie. V jihofrancouzském Agde se 10. května 1940 prezentoval u náhradní jednotky československého letectva. Vzhledem ke kapitulaci Francie nestačil absolvovat žádný cvičný let a do bojů druhé světové války na francouzském území se nezapojil. Dne 24. června 1940 byl spolu se stovkami československých vojáků evakuován na palubě lodi „Apapa“ do anglického Liverpoolu, kam dorazil 7. července 1940.

#### Velká Británie
Do řad Britského královského letectva byl přijat 2. srpna 1940. Zpočátku sloužil u 310. československé stíhací peruti RAF v Duxfordu. V dubnu 1941 díky znalosti anglického jazyka nastoupil ke kanadské 242. stíhací peruti. Spolu s ní prodělal výcvik na noční stíhací akce. Asi za měsíc byla peruť přemístěna na základnu North Weald poblíž Londýna, kde byla začleněna do místního stíhacího křídla, s nímž měla podnikat ofenzivní lety nad okupovanou západní Evropou. Koncem května téhož roku se seznámil se svou budoucí ženou Trudie Tellerovou (1920–2011), dobrovolnou pracovnicí WAAF.
Dne 17. června 1941 byl Bryks poblíž severofrancouzského Lille sestřelen esem Luftwaffe majorem Adolfem Gallandem. Následující den v noci byl nacisty zajat, zbit a poslán do zajateckého tábora Oflag IXA/H Spangenberg. Při následném výslechu zatajil svoji pravou identitu a vydával se za Brita – Josepha Rickse.

Služba u RAF (ilustrační fota)
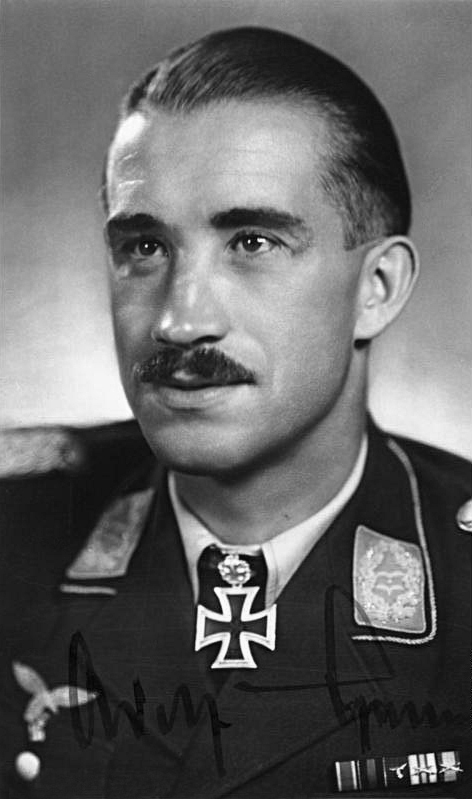
Adolf Galland
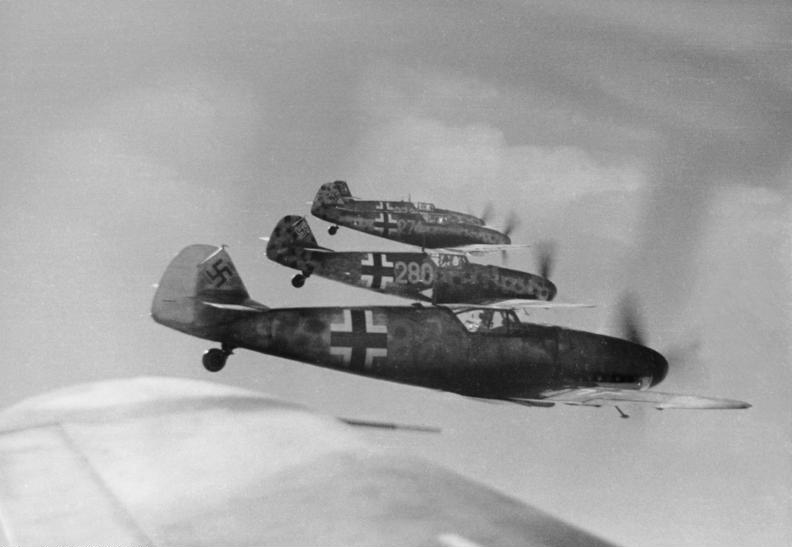
Formace stíhaček Messerschmitt Bf 109
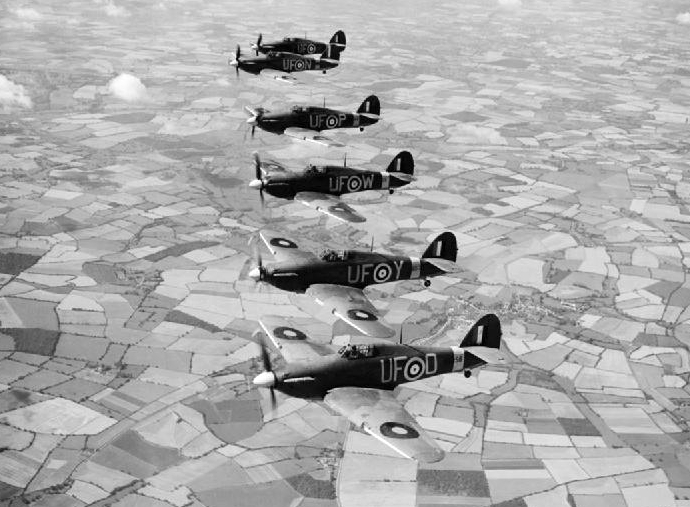
Stíhačky Hawker Hurricane Mk.IIB ve formaci nad Essexem v roce 1941

### V německém zajetí

#### První útěk
Poprvé utekl (ještě s pěti dalšími muži) v noci z 19. na 20. dubna 1942 a to ze zajateckého tábora Oflag VIB ve Warburgu. Bryks se svými společníky spojenými silami vyhrabali během jediného měsíce jenom lžícemi a noži tunel, který ústil těsně za dráty tábora. Ve dvojici s jiným letcem, Otakarem Černým, se Bryks vydal přes Německo směrem na jih ke švýcarským hranicím. Cestou se živili pouze řeřichou, která zrovna rostla tou dobou na polích. Terénem postupovali jen v noci a vyhýbali se obydleným místům. Po osmi dnech se dostali k vesnici situované v hlubokém údolí. Nechtěli ji obcházet po kopcích, a tak o půlnoci podnikli riskantní průchod, s vědomím, že ve vsi mohou být německé hlídky. Otakara Černého Němci zadrželi, ale Bryksovi se podařilo zmizet a pokračoval celý další den v postupu pěšky. Na nádraží v Giessenu pak ukradl jízdní kolo a posléze unikl střelbě hlídky při přejíždění mostu ve Stuttgartu. Bryks byl dopaden v devátý den útěku. V důsledku nedostatku potravy a vody dostal dysenterii (infekční průjem) a zcela vysíleného jej spícího našel v lesích u Eberbachu člen místní organizace Hitlerjugend. Polomrtvého Brykse odvezli do věznice gestapa v Darmstadtu, podrobili jej výslechu a nakonec dopravili zpět do tábora Oflag VIB ve Warburgu.

#### Druhý útěk
Po měsíci léčení v táborové ošetřovně byl Bryks přemístěn do vězeňské cely, neboť byly odhaleny jeho opětovné přípravy na útěk. Přesto znovu dokázal vykopat únikový tunel a z cely sám (bez jídla, bez obuvi a jakýchkoli dalších pomůcek) v noci dne 17. srpna 1942 uprchl. Přes hory se dostal do Kasselu na autostrádu a podél ní došel do města Karlsruhe na břehu Rýna. Jednou byl málem chycen civilní policií při krádeži ovoce, podruhé jej pronásledovala policejní hlídka i se psy na letišti u Frankfurtu, když se snažil nepozorovaně dostat do kabiny Messerschmittu Bf 109, kterým chtěl uletět. Nakonec byl Josef Bryks polapen dne 8. září 1942, a to vojáky protiletecké obrany během náletu v Karlsruhe. Jako notorického útěkáře jej přeložili do zajateckého tábora Oflag XXIB Szubin (na území dnešního Polska).

#### Třetí útěk
Ze zajateckého tábora Oflag XXIB Szubin se Bryks dostal jednoho dne v březnu 1943, a to skryt v bečce na močůvku, kterou z tábora vyvážel jeden polský sedlák. Na svobodě se setkal znovu s Otakarem Černým. Ten uprchl ze Szubinu téhož dne, ale vykopaným únikovým tunelem. Společně oba „útěkáři“ dorazili pěšky až do Varšavy.
Tam se dostali do styku s vedením největší prolondýnské ilegální (podzemní) ozbrojené organizace Armija Krajowa. Bryks pracoval měsíc jako kominík a oba dva se zapojili do odbojových aktivit. Jeden z důstojníků jim řekl, že se uvažuje o přistání britského letadla, které by je vyzvedlo a dopravilo do Anglie. Vinou zrady jednoho polského odbojáře byli oba letci dne 2. června 1943 zatčeni a převezeni do vězení Pawiak. Bryks byl během výslechů strašlivě bit a krutě mučen. Jeden z vyslýchajících (Ukrajinec ve službách SS) jej dokonce bodl dýkou do pravé slabiny a Bryks také utrpěl poranění levého ušního bubínku, které mu (až do konce života) způsobovalo silnou nedoslýchavost. Nakonec byli po dvou měsících oba čeští letci převezeni do tábora Stalag Luft III nalézajícího se poblíž hornoslezského městečka Sagan.

#### Útěk z tábora Stalag Luft III
Tady se Josef Bryks podílel na kopání tajných únikových tunelů, ale při největším útěku spojeneckých letců za druhé světové války (v noci z 24. na 25. března 1944) se ven ze zajateckého tábora nedostal. Podle plánu mělo uprchnout až 220 mužů, ale když se jich ven dostalo 76, akci odhalili strážní. V tu chvíli se Bryks nacházel ještě v tunelu a stačil se neprodleně vrátit zpět do budovy.

V německém zajetí
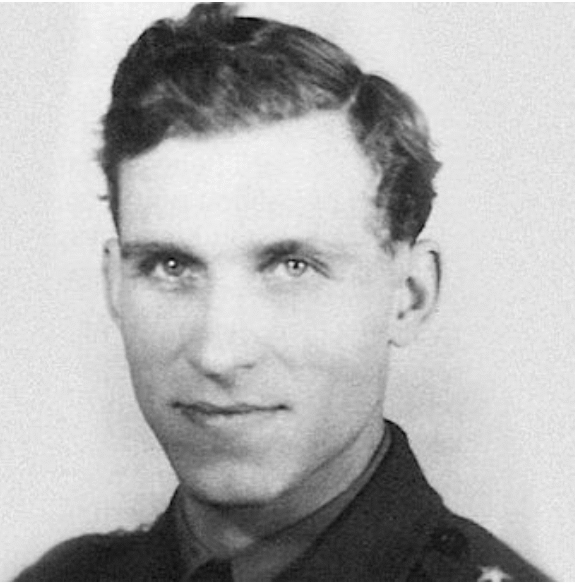
Otakar Černý jako kapitán letectva – rok 1946
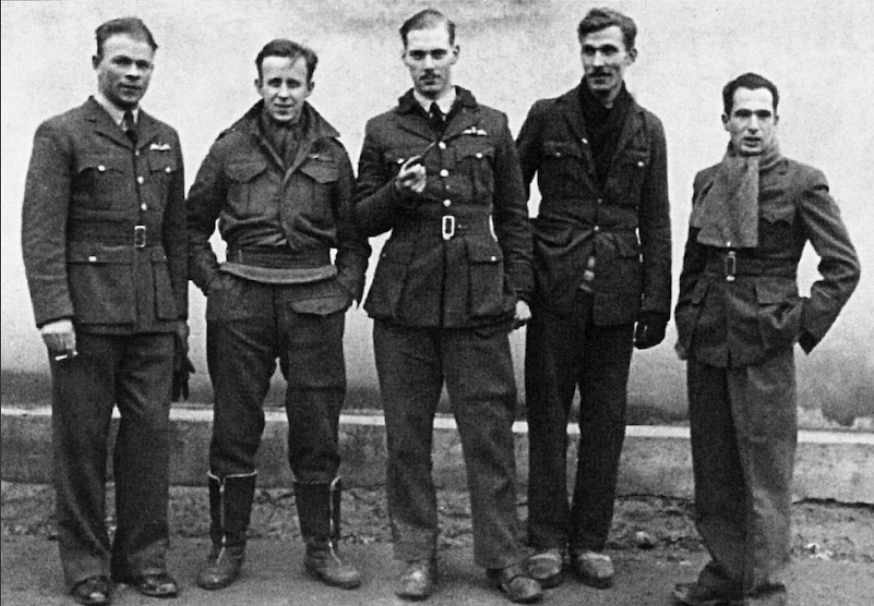
S Otakarem Černým ve skupině zajatců v táboře Oflag XXIB poblíž Szubinu (jaro 1943)
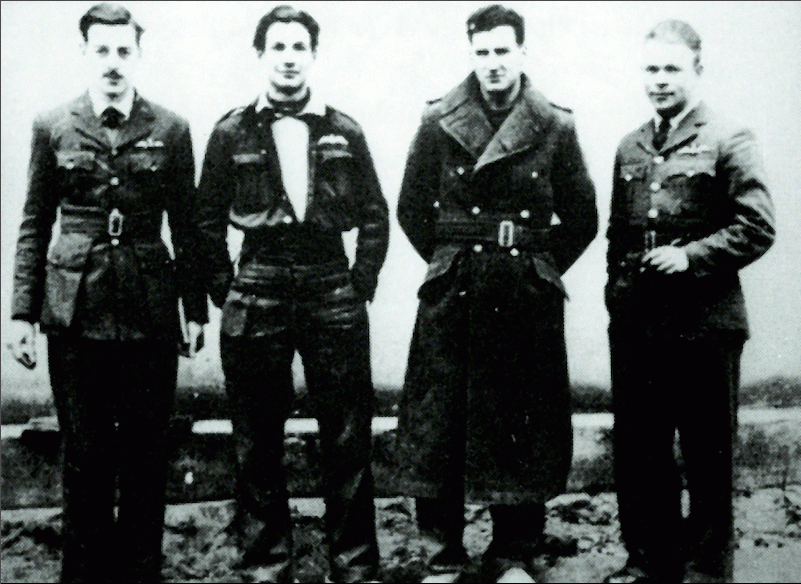
V Německu jako válečný zajatec se třemi britskými spoluvězni (před rokem 1946)

#### Deportace do Prahy
V létě roku 1944 bylo 24 letců (včetně Josefa Brykse) deportováno do Prahy. To již byla (po třech letech) nešťastnou náhodou prozrazena skutečná Bryksova identita. Britská strana totiž poslala do Saganu omylem Němcům doklad o jeho povýšení do hodnosti kapitána, a to i s jeho správnou podobou jména a s poznámkou o národnosti („Czech“).
Po ukončení výslechů v sídle gestapa v Petschkově paláci se každý z 24 letců dozvěděl identický rozsudek: „Jste vinen, že jako protektorátní příslušník jste se úmyslně vyhnul pracovní povinnosti a svým útěkem jste projevil nepřátelské úmysly. Ve Francii a v Anglii jste v nepřátelské armádě pozvedl zbraň proti Říši, čímž jste se dopustil velezrady. Podle zákonů Říšské branné moci budete za tyto zločiny potrestán smrtí provazem.“ Proti převozu a odsouzení 24 letců v Praze ostře protestovala britská strana s argumentem: letci byli zajati v britské uniformě, a jsou tedy britskými občany. Později německá strana přijala „kompromisní“ řešení a sice, že soud s českými „zrádci“ proběhne, ale až po skončení druhé světové války (Němci ovšem předpokládali, že z ní vyjdou oni coby vítězové). V září roku 1944 byli letci vráceni zpět do zajateckých táborů. Josef Bryks ani další letci, kteří byli vesměs převezeni do přísně střeženého zajateckého tábora v Colditzu, o této dohodě nic nevěděli. Konec nejistoty přinesl až 16. duben 1945, kdy byl tento tábor osvobozen americkou armádou.

Místa pobytu Josefa Brykse (ilustrační fota)
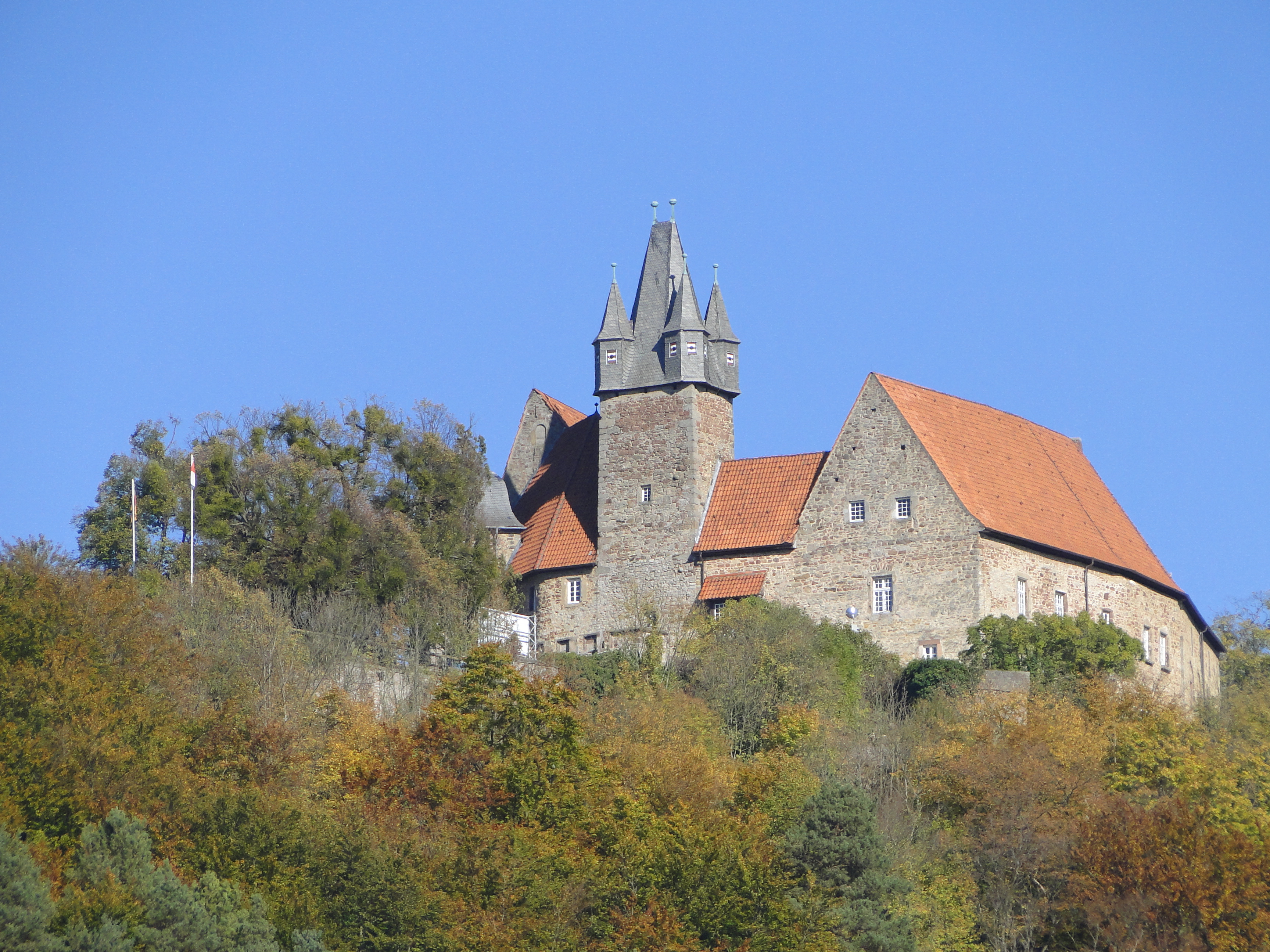
Zámek Spangenberg v Hesensku, kde byl Bryks držen v Oflag IX-A/H od června 1941 do října 1941
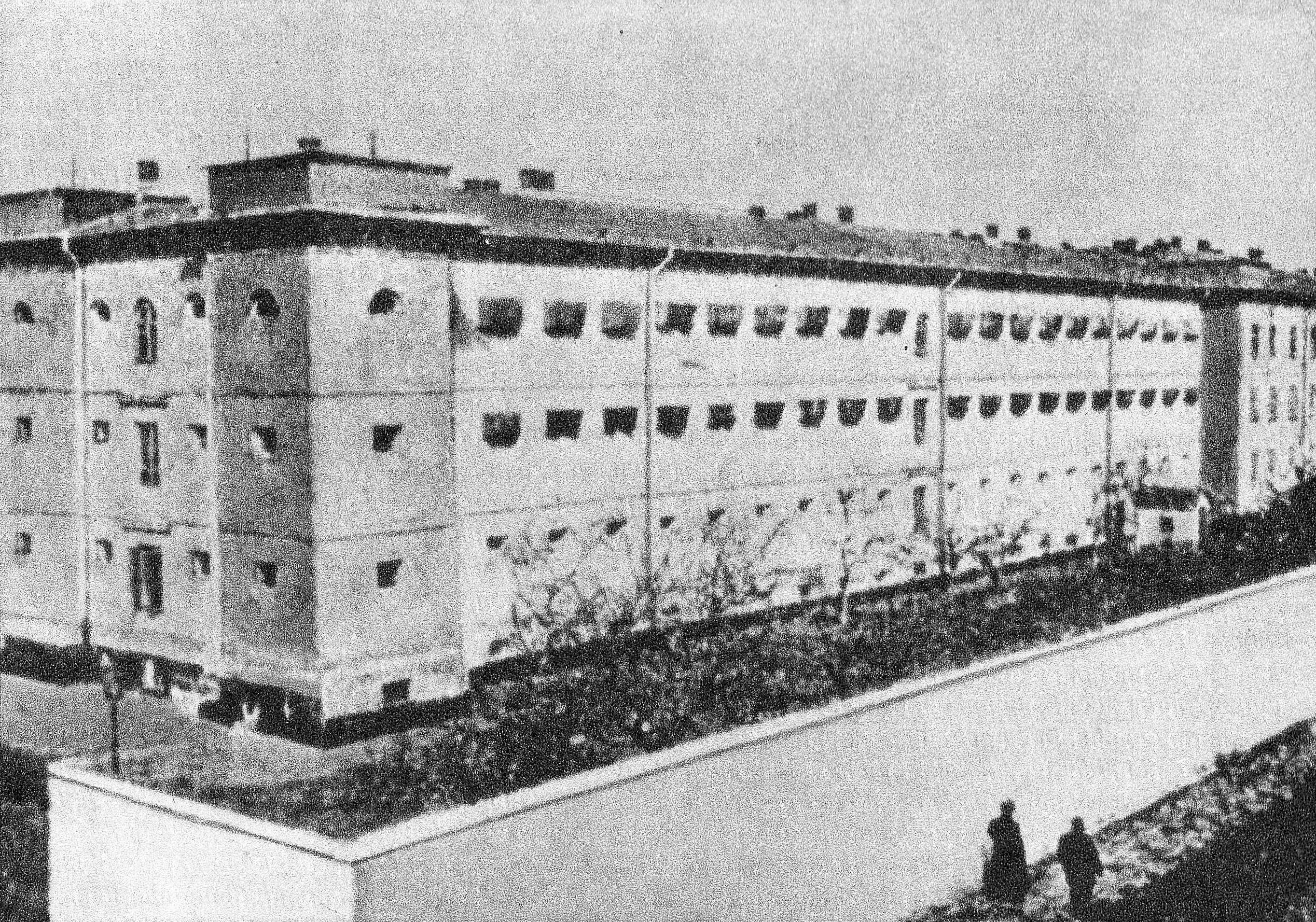
Vězení Pawiak ve Varšavě, kde byli Josef Bryks a Otakar Černý dva měsíce mučeni
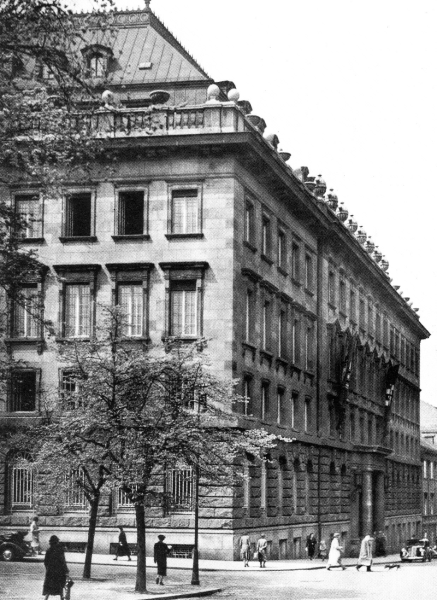
Petschkův palác v Praze, sídlo pražského gestapa, kde byl Bryks zadržován a vyslýchán
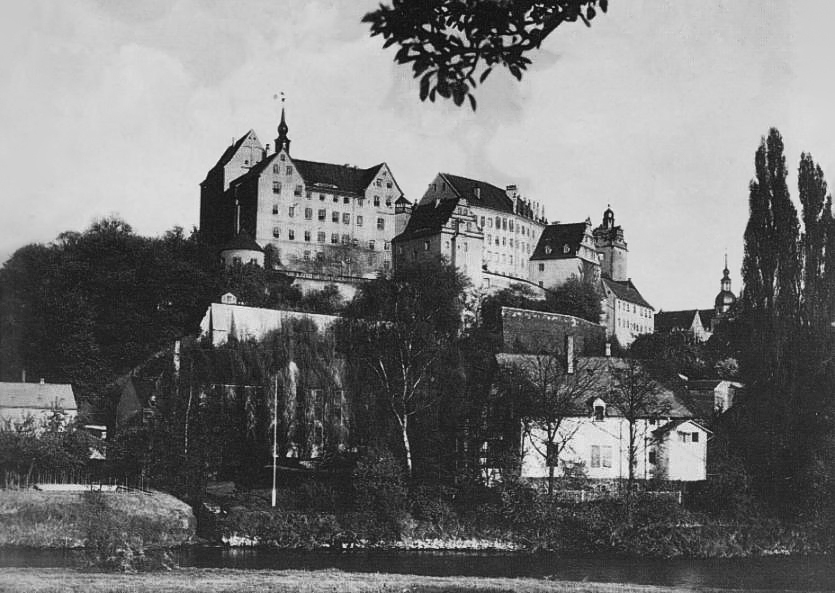
Posledních 6 měsíců byl Bryks vězněn v Oflag IV-C – v zajateckém táboře v zámku Colditz v Sasku

### Po skončení druhé světové války
Nějakou dobu se Josef Bryks léčil v Anglii, kde kvůli řadě zranění, která v průběhu druhé světové války utrpěl, prodělal několik operací. S Trudie Tellerovou (1920–2011) si Bryks čtyři roky dopisoval a nabídl jí sňatek. Dne 18. července 1945 se s ní oženil. Dne 6. října 1945 se Bryks vrátil do Československa (na Moravu) i se svou novou manželkou (Trudie Bryksovou). V roce 1946 se jim v Olomouci narodila dcera Sonia.
Do kokpitu letadla se Bryks vrátit nemohl kvůli svým zraněním a s nimi souvisejícím zdravotním komplikacím. Obdržel řadu vyznamenání (mimo jiné Řád britského impéria), byl povýšen do hodnosti štábního kapitána a následně do hodnosti majora. Jako učitel teorie létání a profesor angličtiny byl přidělen k Leteckému učilišti do Olomouce. Britové o něm v roce 1946 natočili film Srdce v zajetí (The Captive Heart).

### Vítězný Únor 1948

#### Po Únoru 1948
Po „vítězném Únoru 1948“ se Josef Bryks stal (obdobně jako většina bývalých příslušníků RAF) obětí armádních čistek. V jeho vojenské kvalifikační listině se objevila fráze „nenašel kladný poměr k lidově demokratickému řádu“ a již 9. března 1948 byl poslán na dovolenou, což de facto znamenalo, že byl propuštěn z armády. Přitěžující okolností byl i fakt, že jeho manželka byla Angličanka. Dostat se za této situace za hranice Československa již legálně nebylo možné. Bryks se rozhodl k útěku, a to spolu se svým spolubojovníkem z války Josefem Čapkou. Ale nejprve hodlal dostat za hranice Československa (do Anglie) svoji manželku s dcerkou a pak sám sebe.

#### Generál Karel Janoušek
Krátce po únorovém převratu byl generál Karel Janoušek (někdejší nejvyššího představitel československého letectva ve Velké Británii) nejprve přeložen do výslužby a později jej Státní bezpečnost (StB) vyprovokovala k pokusu o emigraci, při kterém jej zatkla. V následném vykonstruovaném procesu byl odsouzen nejprve k 18 letům těžkého žaláře, degradaci na vojína, ztrátě akademického titulu a vyznamenání. (Po několika odvoláních Janouška i žalobce byl nakonec trest žaláře zvýšen na 19 let.)

#### Vojenský a Státní soud
Josef Bryks i Josef Čapka byli „napojeni“ na generála Karla Janouška a vykonstruovaný proces s generálem je měl (dle původního plánu StB) také „semlít“. Major Bryks byl zatčen 2. (nebo 3.) května 1948 ve svém bytě. Jako důvod „zajištění“ mu bylo řečeno, že má před soudem „podat vysvětlení k nějakým drobnostem“. (Ve skutečnosti byl Bryks zatčen pro přípravu útěku za hranice.) V polovině června 1948, kdy se odehrával vykonstruovaný proces s generálem před vrchním vojenským soudem, byla již Trudie Bryksová i s dcerou Soniou v Anglii. V tomto procesu byl Bryks (i ostatní letci) vojenským soudem zproštěni obvinění (komunisté ještě neměli vojenské soudnictví dost „pevně v rukou“), ale prokurátor podal proti rozsudku odvolání.
Nové přelíčení proběhlo v únoru 1949 – tentokráte již před Státním soudem a v podstatně změněné situaci (tj. vše se odehrálo podle komunistického „plánu“). Bryks byl ve vykonstruovaném procesu odsouzen k 10 letům těžkého žaláře za „zločin přípravy úkladů, zločin zběhnutí a pokus zločinu vojenské zrady“.
Protesty jeho manželky, která z Británie posílala dopisy státním orgánům i představitelům, mimo jiné i jednomu z hlavních organizátorů monstrprocesů a čistek, generálnímu tajemníkovi ÚV KSČ Rudolfu Slánskému, byly marné.

### V komunistických věznicích a lágrech

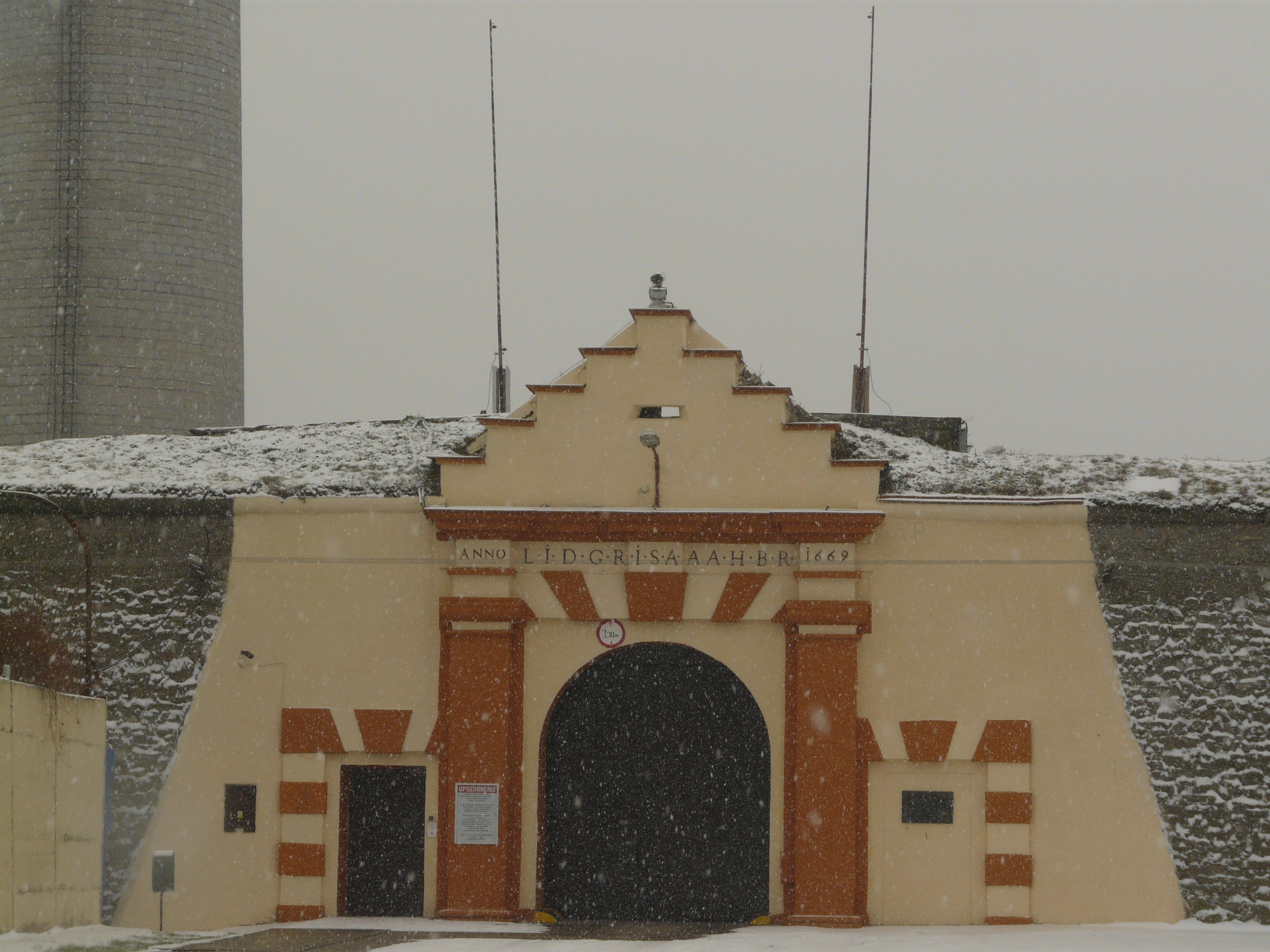
Vstupní brána Věznice Leopoldov, kde byl Bryks vězněn od června 1952

Bývalý a po odsouzení degradovaný major Josef Bryks nebyl odevzdaným muklem. Jeho silná osobnost neustále válčila s dozorci, choval se vzpurně, dostával disciplinární tresty, držel protestní hladovky, odmítal se podřizovat vězeňskému režimu, požadoval přemístění do jiné trestnice ... V průběhu času prošel Bryks několika těžkými žaláři: věznice na Pankráci, na plzeňských Borech, v Mladé Boleslavi, v Opavě (1950 až 1952) a tři roky (1952 až 1955) byl vězněn v Leopoldově.

#### Borská vzpoura
Když si odpykával trest v plzeňské věznici na Borech, nepřestával Bryks pomýšlet na útěk. Jeho „útěkářská“ minulost byla známa a tak nebylo nic jednoduššího, než jej smyšleně obvinit a za údajný pokus o útěk v květnu 1950 ve vykonstruovaném procesu (v rámci tzv. „borské vzpoury“) odsoudit u Krajského soudu v Plzni k dalším dvaceti letům těžkého žaláře navíc.

#### Důl Rovnost v Jáchymově
Na jaře roku 1955 byl Josef Bryks (z Leopoldova) přemístěn do pracovně-nápravného tábora při jáchymovském uranovém dole Rovnost v  Jáchymově. Josef Bryks začal usilovně pracovat, překračoval pracovní normy, „sekal dobrotu“ a přestal mít problémy s dozorci. Důvodem změny jeho chování byl předpis, který mu umožňoval, aby z drobných odměn a platu, který dostával, posílal peníze nejen svému nemocnému 79letému otci (Bryksova matka zemřela v roce 1952), ale především své manželce a dceři do Anglie.
Změna předpisů v prosinci 1955 měla za následek, že Bryks již nemohl ze své mzdy podporovat ani svého otce ani svoji rodinu v Anglii. Stížnost, kterou odeslal do kanceláře prezidenta republiky, zůstala bez odezvy. Navzdory této skutečnosti Bryks nadále překračoval pracovní normy.
Deprese, úmorná práce, stará zranění, návrat k rezistenci a tím pádem nové konflikty s bachaři vyústily v několikanásobný pobyt v korekci – to vše v součtu vedlo k neustálému výraznému zhoršování Bryksova zdravotního stavu. U Brykse se začaly projevovat srdeční potíže, ale lékařská péče a léky mu byly soustavně odpírány. Josef Bryks zemřel v táborové nemocnici 11. srpna 1957.

### Příčina úmrtí

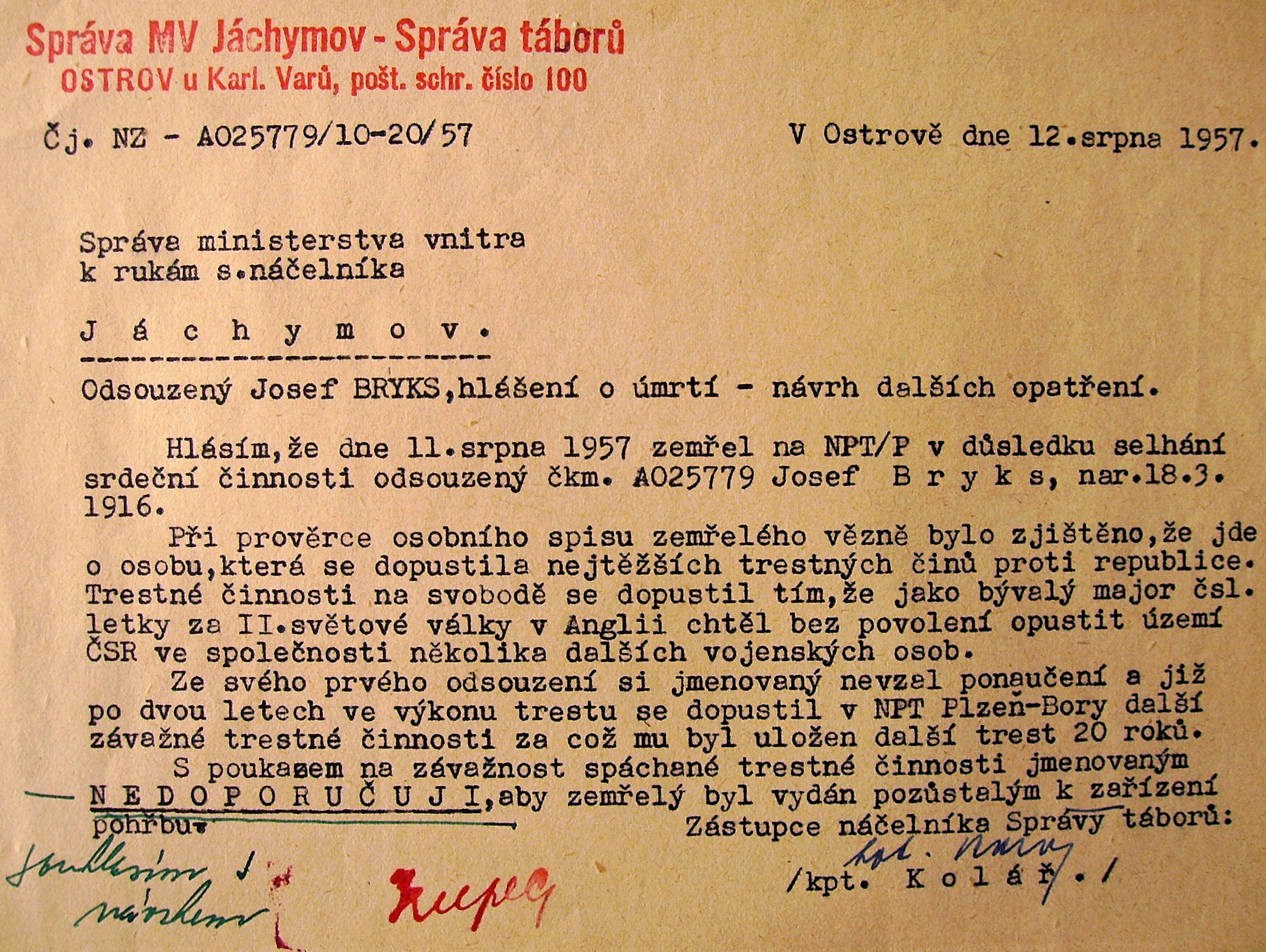
Hlášení o úmrtí Josefa Brykse

Oficiální oznámenou verzí je zpráva sepsaná kapitánem Kolářem (zástupce náčelníka Správy táborů), ve které uvádí, že Josef Bryks zemřel na infarkt v noci z 11. na 12. srpna 1957. Avšak dle výpovědí spoluvězně Františka Martinka byl Josef Bryks nejdříve ráno (to jest 11. srpna 1957) záměrně oddělen od své pracovní skupiny a následně zabit. Když se Martinek s ostatními vrátil do své cely, tak nalezli již jen bezvládně ležící přikryté Bryksovo tělo, jež podle jeho názoru neslo známky udušení.

### Tělesné ostatky
Tělesné ostatky Josefa Brykse nebyly v roce 1957 vydány jeho pozůstalým. Bryks byl zpopelněn v krematoriu v Karlových Varech, ale ani urna s jeho popelem nedoputovala k pozůstalým. Teprve až v roce 2009 se podařilo vypátrat, že urna s jeho popelem byla v roce 1965 tajně uložena do společného hrobu na motolském hřbitově u krematoria v Praze-Motole. Zde bylo 20. května 2000 slavnostně otevřeno a vysvěceno Čestné pohřebiště politických vězňů. Jméno Josefa Brykse je uvedeno pamětní desce na podstavci kříže a také na jedné ze dvou šedých mramorových desek instalovaných v roce 2012 (umístěné vlevo).

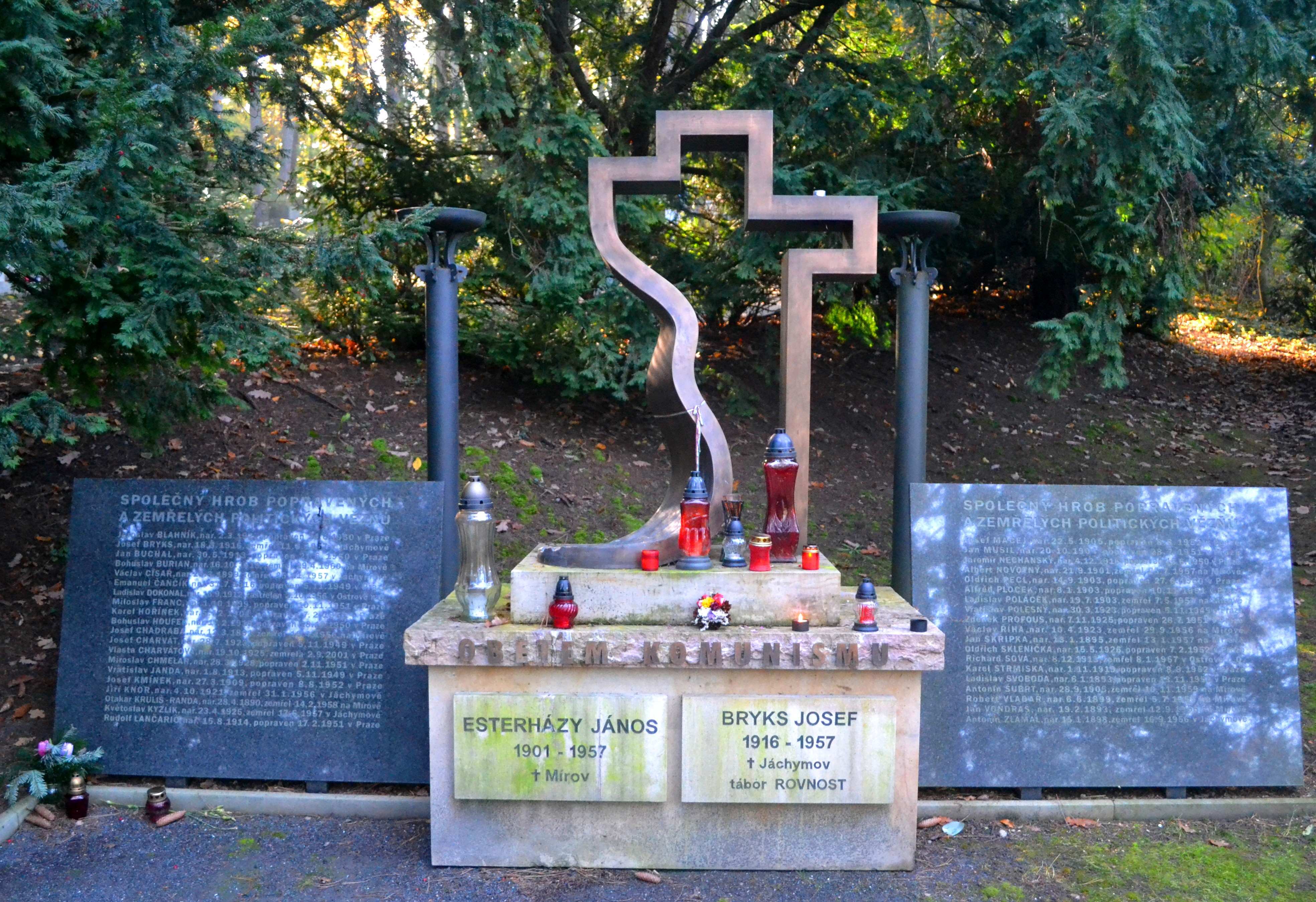
Památník na Čestném pohřebišti politických vězňů, Motolský hřbitov
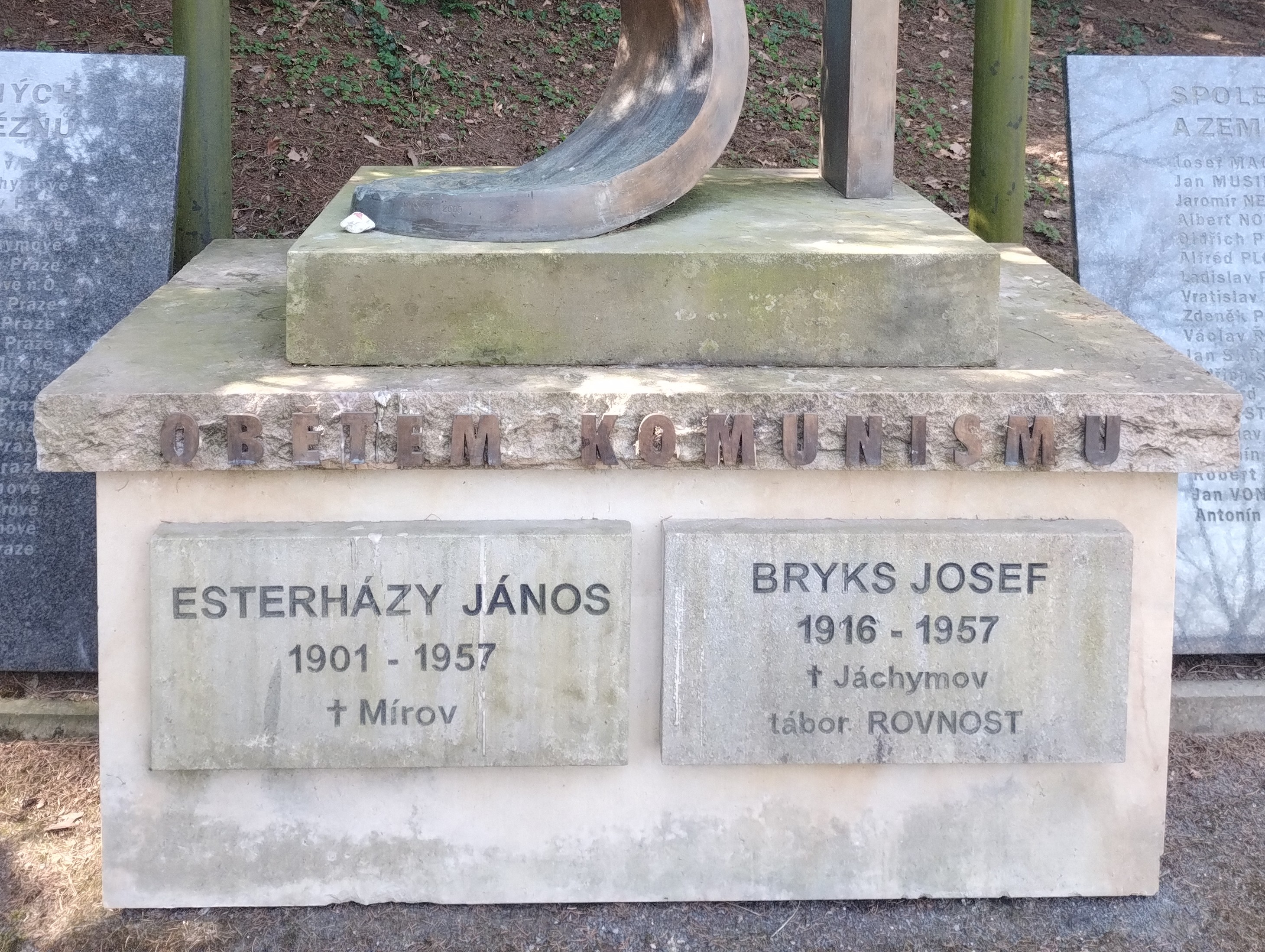
Památník na Čestném pohřebišti politických vězňů, pamětní deska se jménem J. Brykse na podstavci kříže
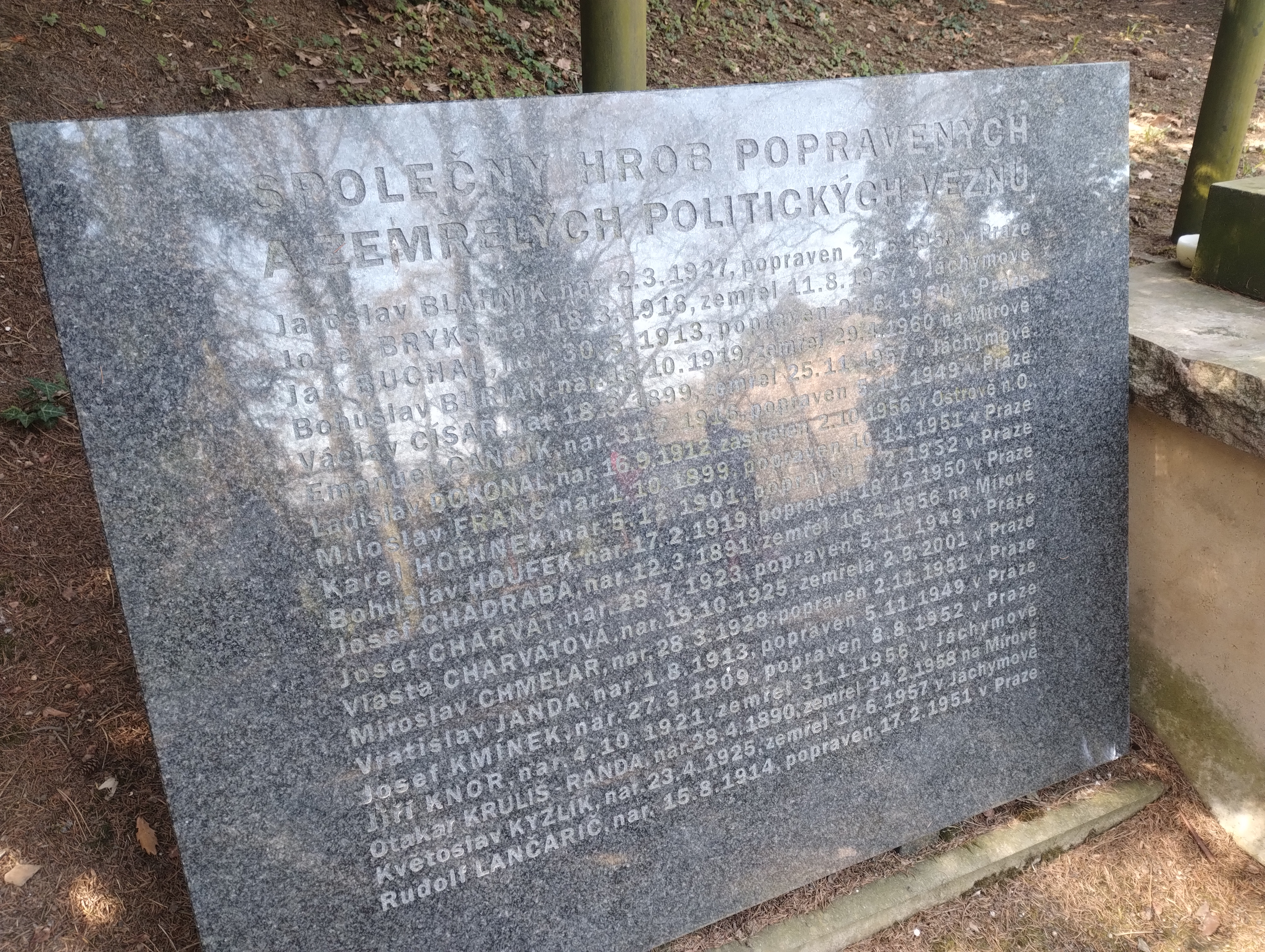
Památník na Čestném pohřebišti politických vězňů, levá mramorová deska se jménem Josefa Brykse

### Částečná rehabilitace (1966)
V rámci rehabilitačního řízení byl v roce 1966 Josef Bryks zproštěn obžaloby za účast na tzv. „borské vzpouře“ (pokus o útěk). Nadále mu ale zůstal tzv. zbytkový trest, to jest ten, který mu byl v únoru roku 1949 udělen Státním soudem (za údajné zběhnutí).

### Po roce 1989

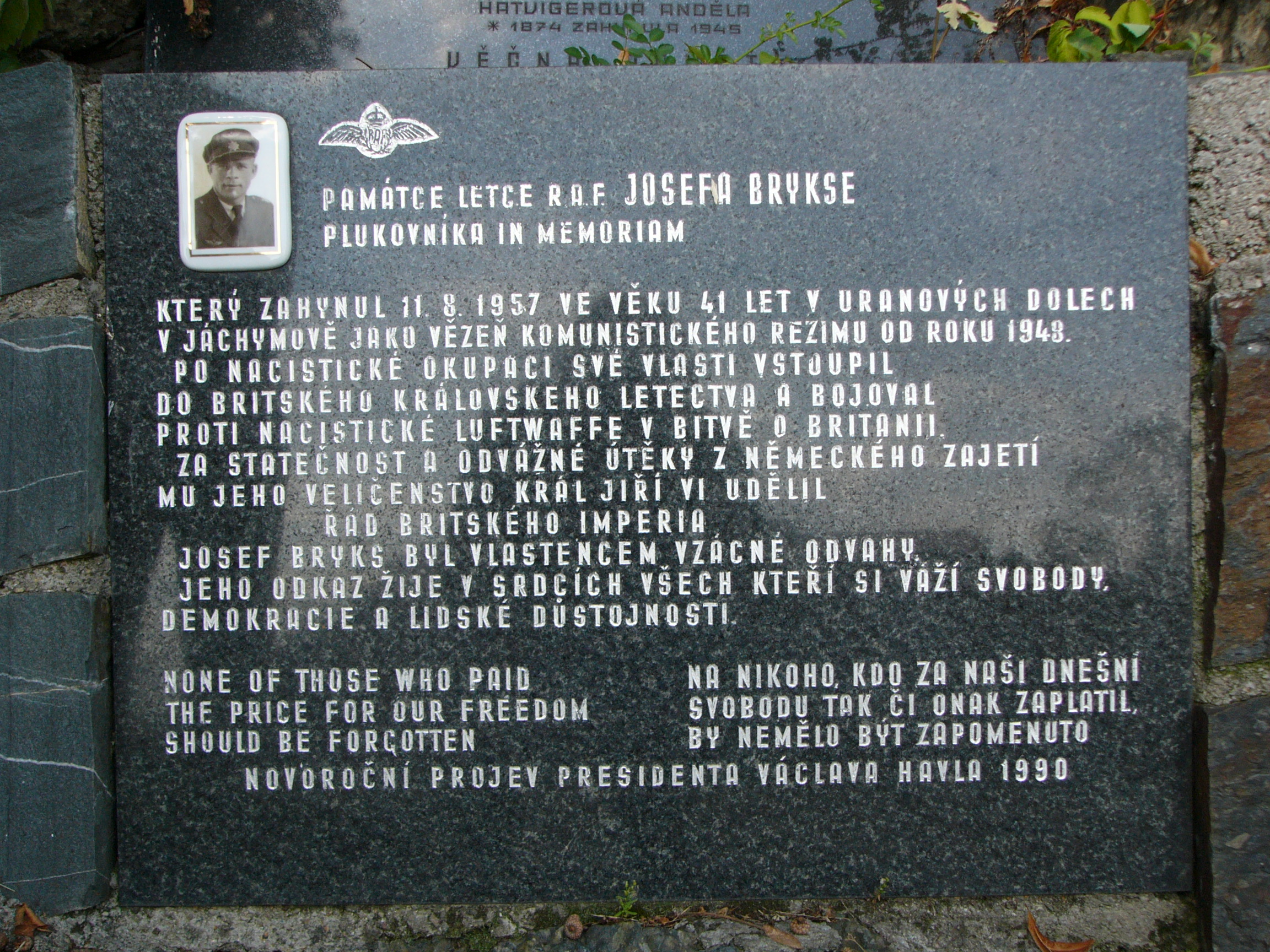
Pamětní deska Josefa Brykse v obci Bělkovice-Lašťany

Po listopadu 1989 byl Bryks částečně rehabilitován. V květnu 1991 Bryksovi rehabilitační soud zbytkový trest (za údajné zběhnutí) nezrušil. Měsíc poté (červen 1991) byl Josef Bryks (in memoriam) povýšen do hodnosti plukovníka.
V rodných Lašťanech mu byla 4. června 1994 odhalena pamětní deska. Česká televize o něm natočila dokumentární film. V roce 2004 mu byla udělena Cena města Olomouce za hrdinství a odvahu za 2. světové války – osobnost in memoriam.
Plná rehabilitace Josefa Brykse se uskutečnila až v roce 2006. Usnesením Krajského soudu v Českých Budějovicích ze dne 27. dubna 2006 bylo Josefu Bryksovi přiznáno právo na soudní rehabilitaci a byl zrušen rozsudek. Tímto rozhodnutím, které nabylo právní moci dne 27. dubna 2006, byl plně soudně rehabilitován.
Dne 28. října 2006 mu byl in memoriam propůjčen Řád Bílého lva vojenské skupiny II. třídy. Ten převzala z rukou prezidenta republiky Bryksova manželka Trudie Bryksová. V roce 2008 jej prezident Václav Klaus povýšil in memoriam do hodnosti brigádního generála.

### Dovětek

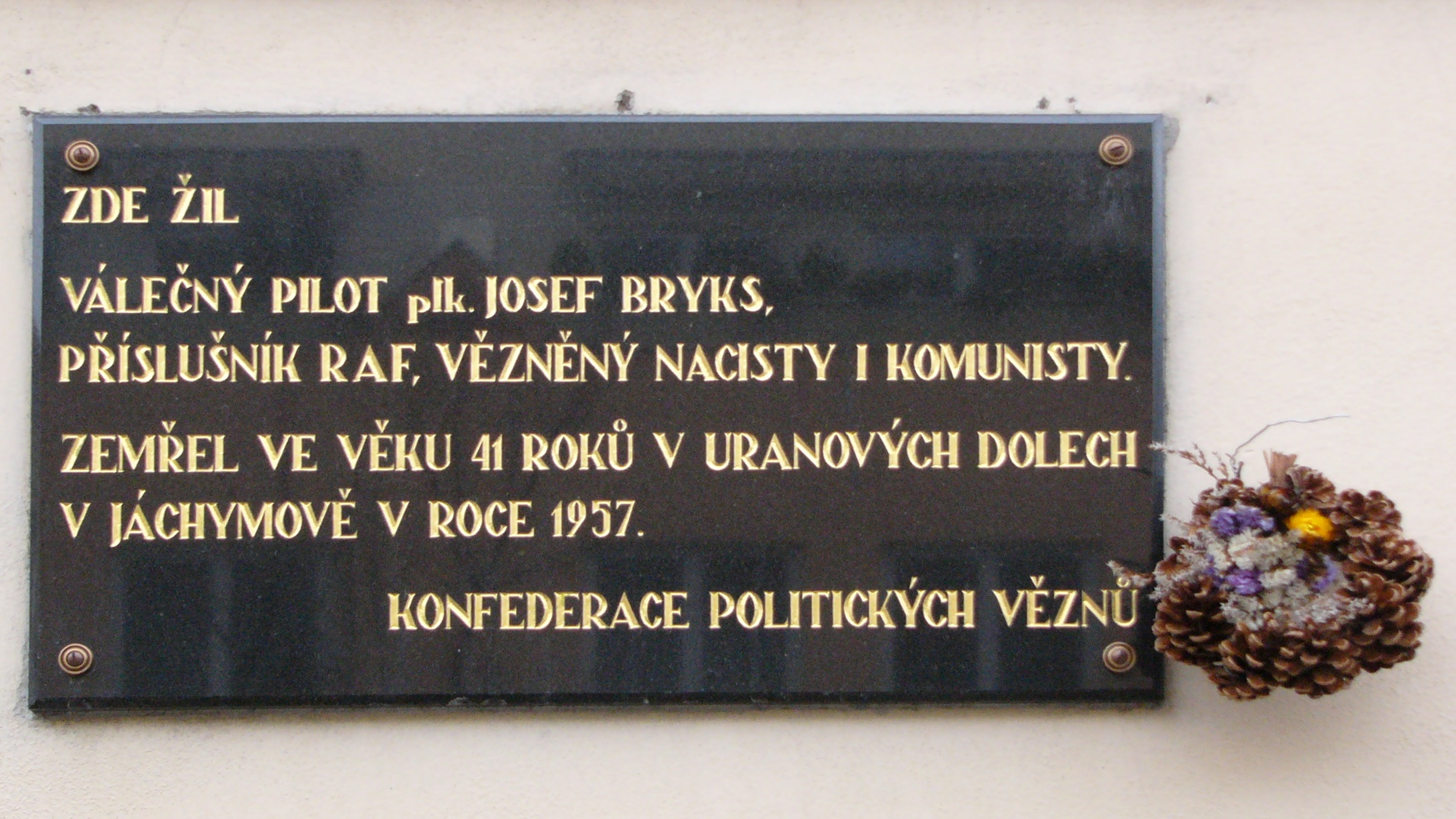
Pamětní deska Josefa Brykse v ulici Hanáckého pluku 15 v Olomouci

Manželka Josefa Brykse paní Trudie Bryksová zemřela ve Washingtonu dne 28. dubna 2011, ve věku 91 let. Tato žena se teprve 28. října 2006 – v souvislosti s propůjčením Řádu Bílého lva Josefu Bryksovi – dočkala jednorázového odškodnění ve výši 229 500 Kč za věznění a smrt svého manžela. Její vdovský důchod tehdy nebyl ještě „vyřešen“.
V sobotu 16. července 2011 byla urna s popelem paní Trudie Bryksové uložena do rodinné hrobky Bryksových na hřbitově v Bohuňovicích na Olomoucku vedle ostatků jejího manžela a dcery Sonii (zesnulé roku 2000). Čest Trudie Bryksové a brig. gen. letectva in memoriam Josefu Bryksovi vzdala armáda ČR tím, že při tomto aktu přeletěly nad hřbitovem dva gripeny.

## Připomínky Josefa Brykse
- Po Josefu Bryksovi je pojmenována jedna z pražských ulic na sídlišti Černý Most II[18] a
- také jedna z ulic v Olomouci-Slavoníně.[19]
- Josefa Brykse připomíná mural artové dílo českého grafika a ilustrátora Vladimíra Strejčka na Praze 14 na pozemku Centra Černý Most.[20][21] Malba – velkoformátový portrét – o rozměrech asi 1,7 x 5 metrů se nachází na schodišti, které spojuje východní a západní část Bryksovy ulice poblíž křižovatky s ulicí Vybíralovou[20][21][22] (GPS souřadnice: 50°6'19.202"N, 14°34'58.108"E).[22] V pondělí 28. října 2019 byla malba doplněna o plaketu s následujícím textem: „Toto umělecké dílo realizovalo Centrum Černý Most / jako připomínku a uznání // brigádního generála / in memoriam / JOSEFA BRYKSE (1916 – 1957), // pilota RAF, / účastníka československého protinacistického odboje / a oběť komunistického teroru, // dle kterého je pojmenována přilehlá ulice. / Autorem je výtvarník Vladimír Strejček.“[22]
- Jeho životem byl inspirován britský film z roku 1946 The Captive Heart.[23]
- Manželka Trudie vydala o jeho životě vzpomínkovou knihu, český překlad vyšel v roce 2003 s názvem Naděje a beznaděje.[4][24]
- O životě Josefa Brykse byl v roce 2007 natočen dokumentární film s názvem Muž, který přecenil českou duši aneb Útěky Josefa Brykse[25][26]
- V roce 2014 vyšla v nakladatelství Host kniha s názvem Na útěku - Neuvěřitelný příběh Josefa Brykse.[27]

Velkoformátový portrét v Praze 14 u Centra Černý Most
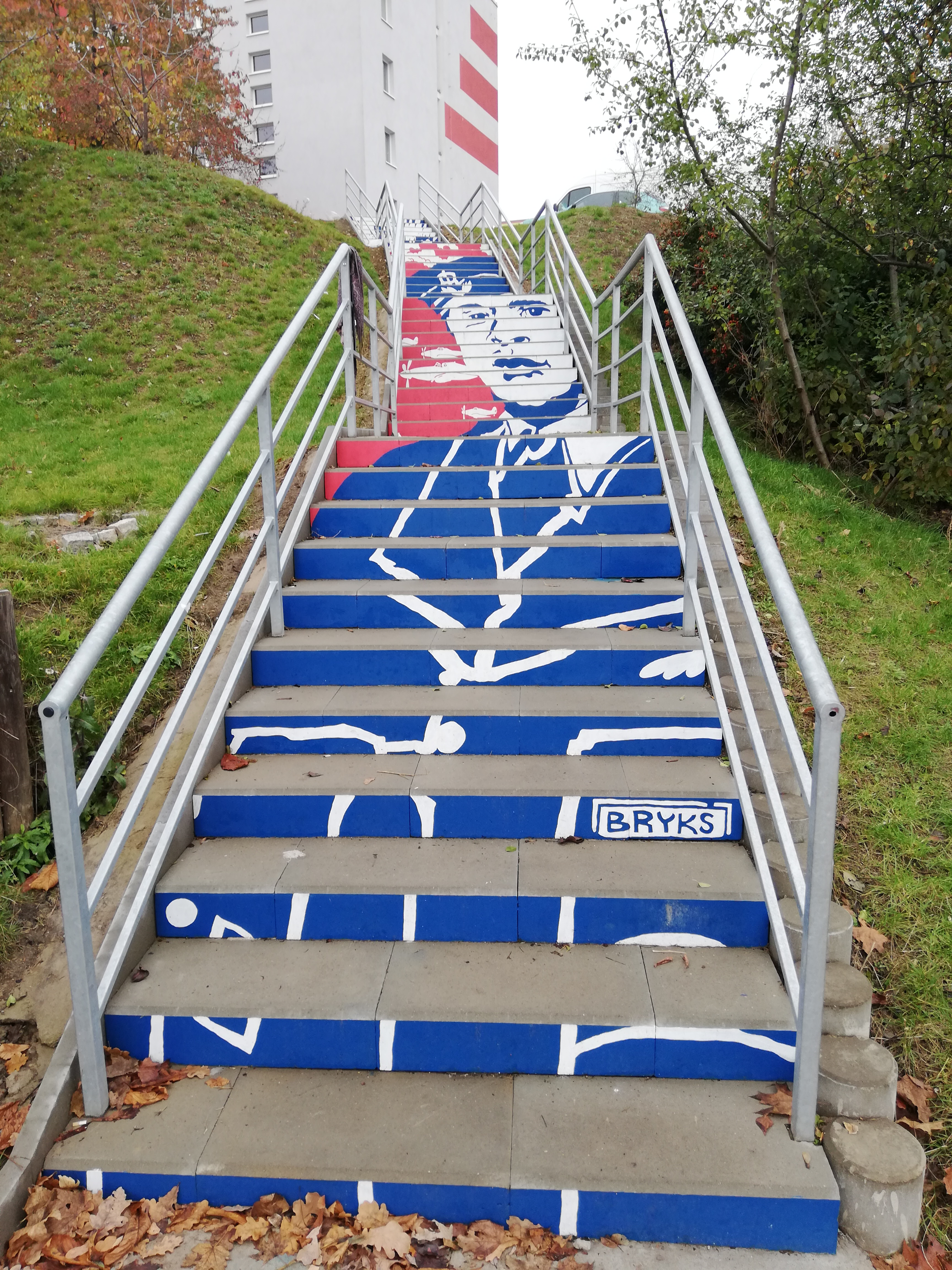
Schodiště
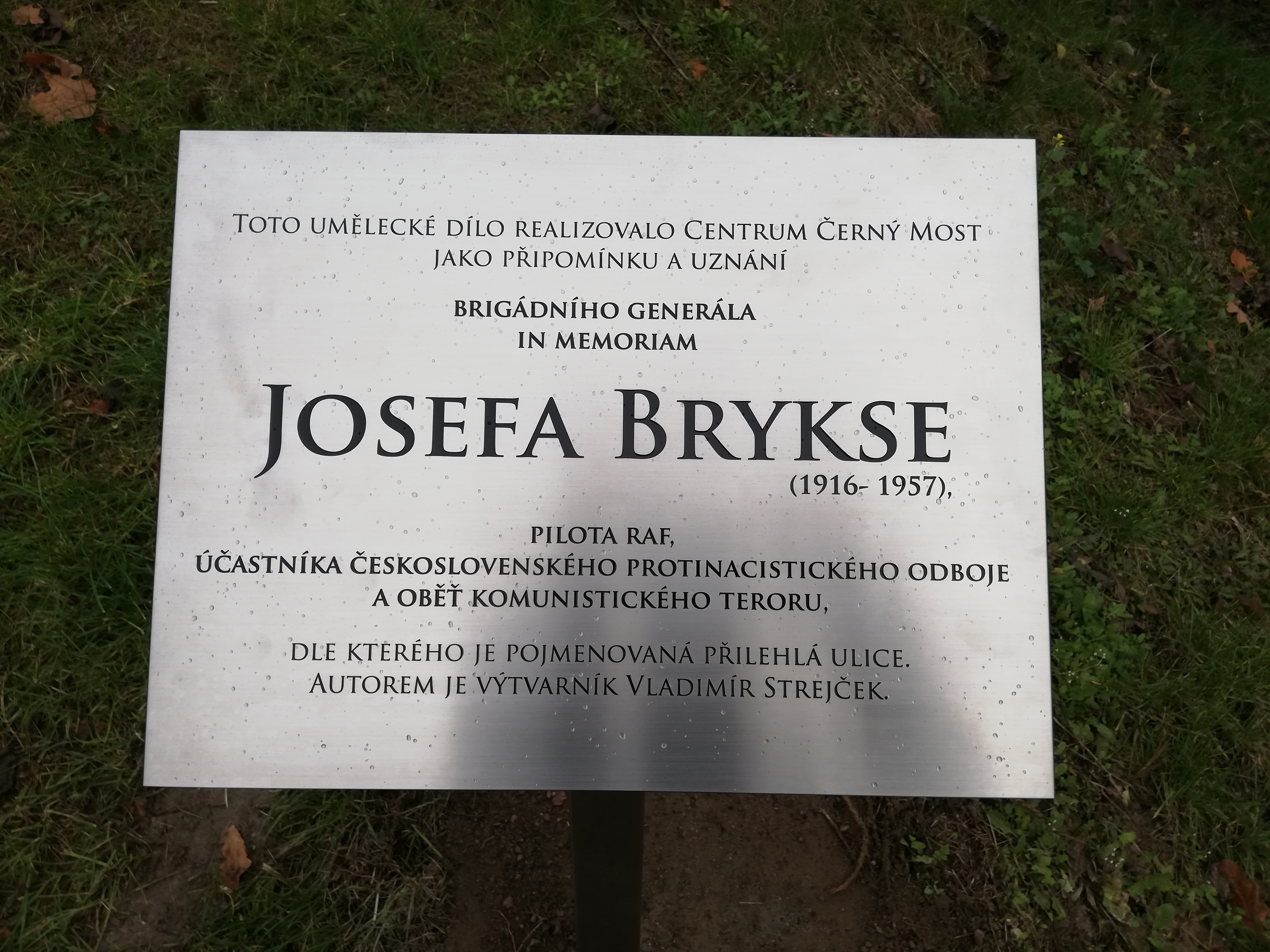
Plaketa

## Vyznamenání
Josef Bryks je nositelem nejvyššího českého státního vyznamenání, dále vysokých britských a československých vojenských vyznamenání. Československými úřady mu nebylo vydáno vízum, aby mohl převzít Řád britského impéria v Buckinghamském paláci, vyznamenání převzal na Britském velvyslanectví v Praze. Podle RAF Museum byly jeho dekorace, včetně Řádu britského impéria, ukradeny StB při domovních prohlídkách.
- Řád Bílého lva, II. třída – vojenská skupina, udělen 28.10.2006 in memoriam[31]
- Řád britského impéria, V. třída (MBE), udělen 9.8.1946
- Československý válečný kříž 1939, trojnásobný nositel
- Československá medaile Za chrabrost před nepřítelem, dvojnásobný nositel
- Československá vojenská medaile za zásluhy, I. stupeň, udělena 6.3.1946
- Pamětní medaile československé armády v zahraničí, se štítky Francie a Velká Británie
- Hvězda 1939–1945
- Evropská hvězda leteckých osádek
- Válečná medaile 1939–1945

Josef Bryks na dobových fotografiích
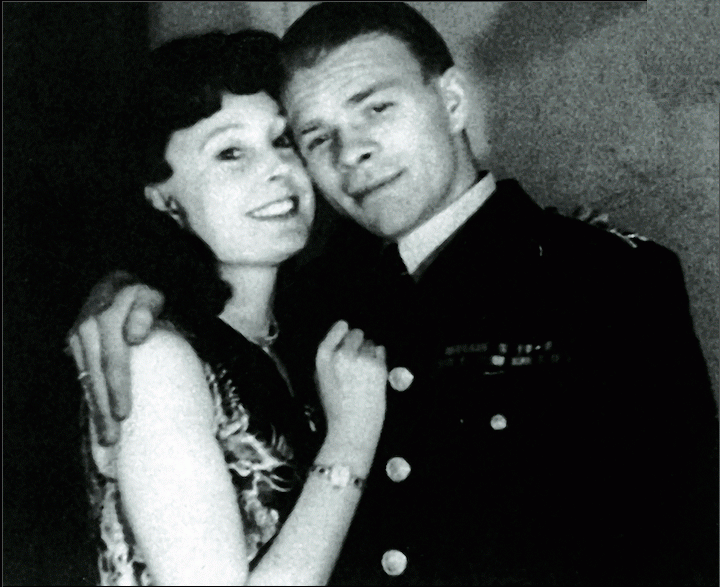
Se svou anglickou manželkou Trudie Bryksovou v Olomouci (rok 1947)
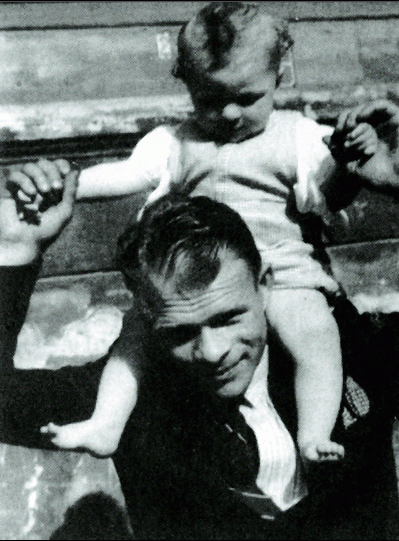
S dcerou Soniou (před rokem 1948)
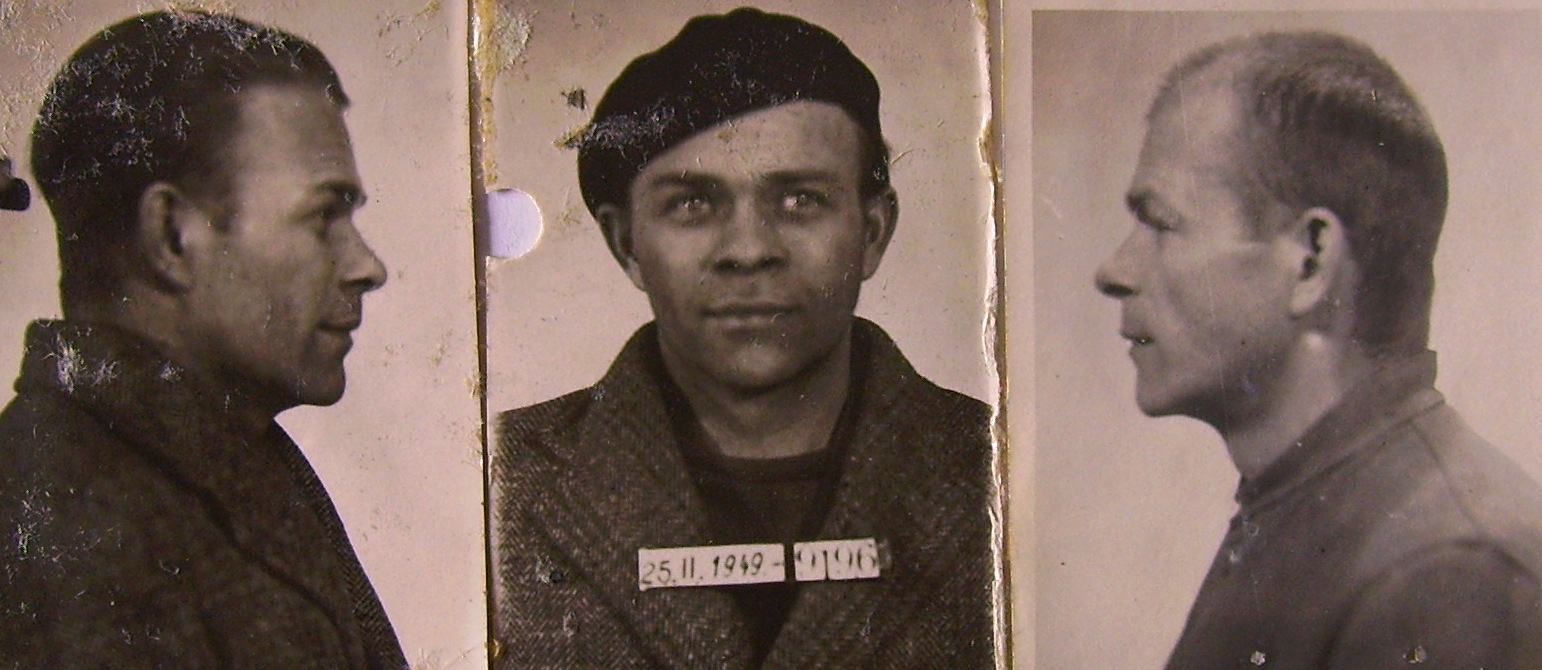
Josef Bryks na vazební fotografii z vězení na plzeňských Borech (1949)
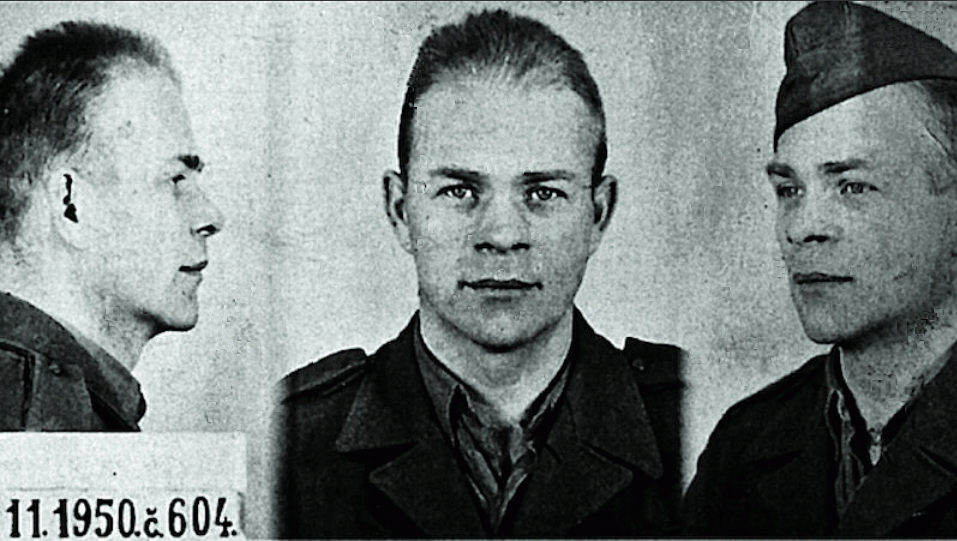
Vazební fotografie, vojenská trestnice v Opavě (1950)